# Ahmed Urabi Pascha

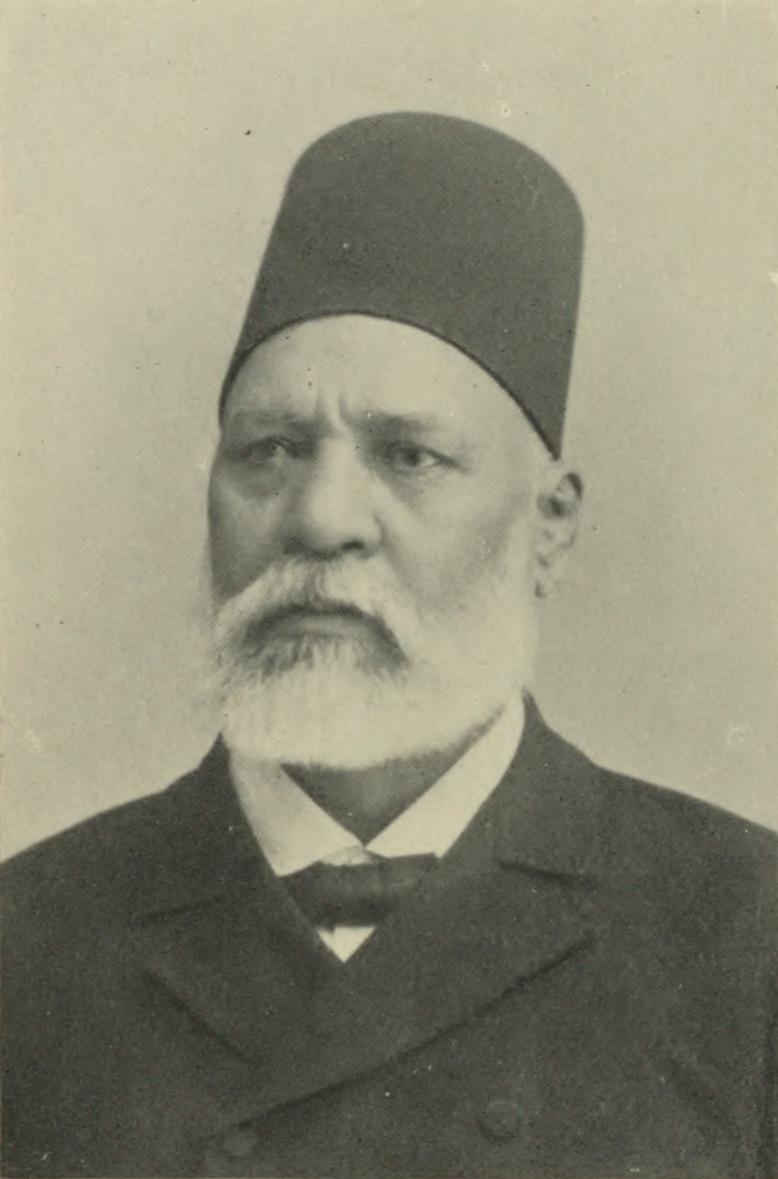
Ahmed Urabi

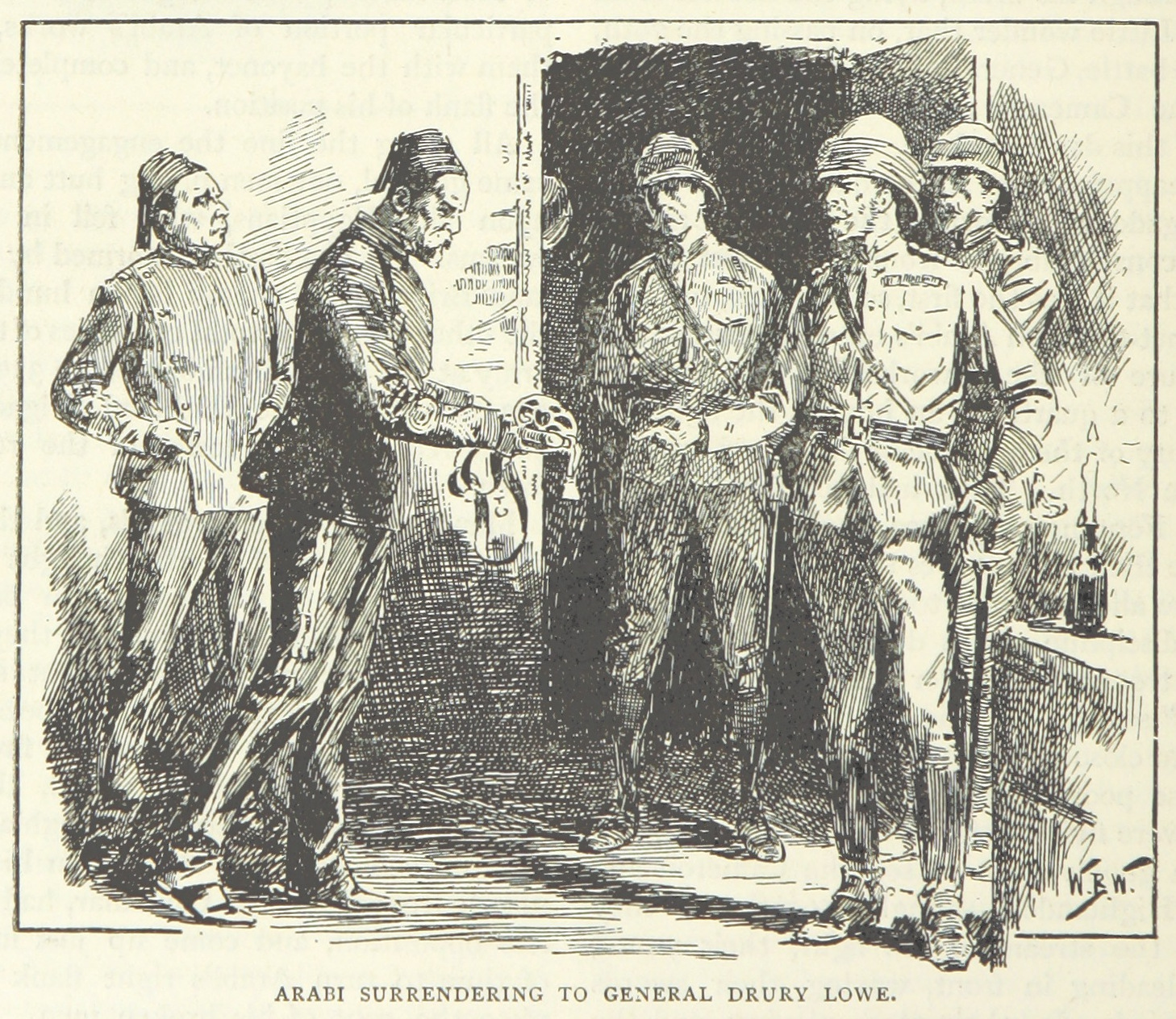
Drury-Lowe nimmt die Kapitulation Urabis entgegen

Ahmed Urabi (arabisch أحمد عرابي‎; * 1. April 1841 in der Provinz Scharkiyeh; † 21. September 1911 in Kairo), auch Arabi Pascha, Aarabi Pascha Achmed oder Ahmed Orabi genannt, war ein ägyptischer Offizier und Politiker und 1882 Führer der Urabi-Bewegung.

## Leben

### Herkunft und Werdegang
Ahmed Urabi wurde 1841 als Sohn eines Dorfscheichs mit Grundbesitz in einem Dorf nahe Zagazig geboren. Seine Ausbildung erfolgte zunächst in seinem Heimatdorf an der örtlichen Koranschule. Danach ging er bei dem örtlichen koptischen Finanzbeamten in die Lehre. Im Anschluss verbrachte er mehrere Jahre an der al-Azhar-Universität in Kairo. Er verließ die Universität jedoch bevor er genug Studienjahre für eine Tätigkeit als höherer Rechtsgelehrter absolviert hatte und ging wieder zurück in sein Dorf. Als junger Mann trat er in die Armee ein, welche auf Geheiß des Wali Muhammad Said gezielt Söhne von dörflichen Würdenträgern in das Offizierskorps rekrutierte.

### Militärische Laufbahn
Urabi wurde zunächst der Logistiktruppe zugewiesen, wechselte aber die Laufbahn zur Infanterie, da dort bessere Aufstiegschancen bestanden. Mit zwanzig Jahren war er bereits Oberstleutnant. Während der Regentschaft von Ismail Pascha stagnierte seine Karriere. Zwischenzeitlich wurde er nach einem Streit mit einem vorgesetzten türkischen Offizier aus der Armee entfernt. Die Heirat mit einer Tscherkessin ermöglichte es Urabi wieder in die Armee aufgenommen zu werden. Er nahm am erfolglosen Feldzug gegen Abessinien 1874–1876 teil. Diesen Misserfolg führte er auf die Unfähigkeit der türkischen Befehlshaber Muhammad Ratib und Uthman Rifqi zurück, deren Karrieren dadurch keinen Abbruch erlitten. Urabi selbst beschäftigte sich laut eigener Aussage aufgrund dieser Umstände zunehmend mit Politik und konferierte mit anderen Offizieren arabisch-bäuerlicher Herkunft, bei denen die Unzufriedenheit stieg. 1879, zum Amtsantritt des Khediven Tawfiq, wurde er zum Oberst befördert.

### Politische Tätigkeit und Urabi-Revolution
1880 versuchte der nun zum Kriegsminister avancierte Uthman Rifqi die Rekrutierung von Ägyptern bäuerlich-arabischer Herkunft in das Offizierskorps zu beenden. Ebenso drohten durch die Sparmaßnahmen der Regierung ein Statusverlust der bestehenden arabischen Offiziere. Aufgrund seines Protests gegen die Aussonderung der arabischen Offiziere wurde Ahmed Urabi zusammen mit anderen Offizieren vor ein Kriegsgericht gestellt. Die Angeklagten wurden jedoch von ihren Soldaten selbst befreit, die ihren arabischen Truppenoffizieren gegenüber loyaler waren als gegenüber den höheren türkischen Offizieren. Ahmed Urabi setzte sich an die Spitze der Protestbewegungen des Offizierskorps gegen diese Entwicklungen und wurde ab Februar 1881 zu einer in ganz Ägypten bekannten politischen Figur. Er erreichte die Absetzung des Premierministers Riyad Pascha. Urabi reklamierte für sich den Willen des ägyptischen Volkes zu vertreten und forderte eine Verfassung sowie die Beibehaltung der Armeestärke von 18.000 Mann, dem Maximum, welches der Londoner Vertrag von 1840 erlaubte. Die Losung der von ihm angeführten politischen Bewegung lautete Ägypten den Ägyptern und richtete sich sowohl gegen den Machtanspruch der türkischen Eliten als auch gegen die Kontrolle durch europäische Staaten.
Khedive Tawfik suchte sowohl beim osmanischen Sultan als auch bei den Europäern um Truppen an, um seine Macht gegenüber der Herausforderung aus dem eigenen Militär zu sichern. Die Präsenz einer britisch-französischen Flotte in Alexandria führte am 11. Juni 1881 zu blutigen Unruhen zwischen Ausländern und Einheimischen in der Stadt. Urabi suchte die Unruhen zu beenden. Der Khedive befahl der Armee im Fall einer ausländischen Invasion Widerstand zu leisten, flüchtete jedoch selbst auf ein britisches Kriegsschiff. Urabi erklärte daraufhin den Khediven zum Verräter und übernahm die politische Führung des Landes.
Nach den Unruhen in Alexandria beschloss Großbritannien militärisch zu intervenieren. Urabi wurde vom osmanischen Sultan Abdülhamid II. zum Rebellen erklärt. Die ägyptische Armee wurde in der Schlacht von Tel-el-Kebir von den britischen Truppen geschlagen. Urabi flüchtete nach Kairo und kapitulierte dort gegenüber den britischen Truppen.
Er wurde zunächst als Aufständischer zum Tode verurteilt. Seine Strafe wurde aber in lebenslange Haft auf den Seychellen umgewandelt.
Am 8. Oktober 1901 konnte Urabi Pascha nach fast zwanzigjähriger Verbannung mit Erlaubnis der britischen Regierung aus dem Exil zurückkehren. Urabi Pascha starb am 21. September 1911 in Kairo.
In der Geschichtsschreibung des Königreichs Ägypten wurde Urabi als Aufrührer und Umstürzler dargestellt. Nach dem Ende der Monarchie durch die Machtübernahme der freien Offiziere 1952 wurde er in der Historiographie Ägyptens als Nationalheld gewertet.